# أل بيركنز (كاتب)
أل بيركنز (بالإنجليزية: Al Perkins)‏ هو كاتب للأطفال وكاتب وكاتب سيناريو أمريكي، ولد في 27 أغسطس 1904 في نيويورك في الولايات المتحدة، وتوفي في 10 فبراير 1975 في لاهويا في الولايات المتحدة.